# Scopula spilotis
Scopula spilotis är en fjärilsart som beskrevs av Louis Beethoven Prout 1938. Scopula spilotis ingår i släktet Scopula och familjen mätare. Inga underarter finns listade.